# 青田典子
青田 典子（あおた のりこ、1967年10月7日 - 、本名：玉置 典子）は、日本のタレント、女優、歌手、元グラビアアイドル。女性アイドルグループ 『C.C.ガールズ』の初代メンバーとして知られる。GREAT DANE（グレートデン）所属。夫はシンガーソングライターで俳優の玉置浩二。

## 人物
愛媛県松山市生まれ。松山市立生石小学校、松山市立津田中学校、東京都立八王子東高等学校卒業、東洋女子短期大学中退。

### 経歴
「森田典子」
キャリア最初期の仕事として、テレビの人気深夜番組 『オールナイトフジ』（フジテレビ)に、当時の現役モデルなどによる女性グループ 『シーエックス』の一員として、本名の「森田 典子」でレギュラー出演。
「森陽子」
1986年から翌年にかけては「森 陽子」「森田 典子」名義での活動実績があり、男性雑誌 『BUNTA』『月刊プレイボーイ』『平凡パンチ』のグラビアページではヌードも披露している。
C.C.ガールズ
1990年、藤原理恵、原田徳子、藤森夕子らとともにC.C.ガールズ名義で「日本美人大賞」に出場、準グランプリを獲得した。翌1991年、芸名を青田 典子に改め、C.C.ガールズのリーダーに就任。当時の愛称は「てんこ」だった。同年日本テレビ音楽祭新人賞、1993年にはゴールデン・アロー賞グラフ賞、1994年には「JAL沖縄キャンペーンガール」、1995年にはハット（帽子）グランプリ特別賞を受賞した。
グループ卒業後
C.C.ガールズは1998年11月に卒業、その後青田はソロでの女優・タレント活動を開始し、映画・Vシネマのヒロインクラスの役を務めるほか、バラエティー番組のMCなど幅広く出演した。
2004年頃からは、『ロンドンハーツ』に出演。番組内「格付けしあう女たち」のコーナーで、そのキャラクターから「L'amant（ラマン）青田」、「バブル青田」と呼ばれ人気になり、2005年冬スペシャルでは、バブルを代表する画家、クリスチャン・ラッセンにヌードの絵を描いてもらった。また、同コーナーでの決めゼリフ、「ジーザス・クライスト（Jesus Christ）♥」が大爆笑をとりブレイクした。
2007年4月からは、『孤独の賭け〜愛しき人よ〜』、『地獄の沙汰もヨメ次第』、『ドリーム☆アゲイン』と、3クール連続でドラマ出演した。

### 私生活
1992年10月、写真週刊誌『FOCUS』1992年10月30日号（p.30）に、若い頃の写真が掲載された。ショックを受けた青田は数週間休養した。
2007年5月、結婚歴があることが女性雑誌に報じられた。それは、青田が2004年11月に1歳年下の
実業家（畠山みどりの甥）と結婚、翌年10月に離婚していたという内容であった。その事実を認めた当時の所属事務所オスカープロモーションは、「当時の状況を考えると、それほどのものではないと判断、報告が先延ばしになってしまった」とした。また、これについて会見した青田は、その実業家とは、その後も互いの家を行き来する「恋人状態」であることを告白、記者会見で涙を流した。
2010年5月、シンガーソングライターで俳優の玉置浩二との交際が発覚。青田は「玉置を献身的に支えたい」として芸能活動を休止、同7月に玉置と再婚した。

### その他のエピソード
玉置のサポートで、毎日手料理を作るほか、コンサートツアーのリハーサルに同行、客席から音声チェックや、スタイリストのような役目を果たしている。
ほか、トークイベント“Noriko Aota presents ガールズトーク「LOVE&LIVE」”やワンマンライブ「Cool&Classy」を不定期に開催中。

## バブル青田
「バブル青田」は、青田の歌手としての別名である。青田は元々歌手志望だったが、C.C.ガールズ時代にリリースした曲（初期は「D.D.GAPS」のユニット名でリリース）はヒットしなかった。そこで田村淳が『ロンドンハーツ』（以下『ロンハー』）で青田を「バブル青田」としてソロCDデビューさせようと企画。プロデューサーは小室哲哉だった。小室は自身の全盛期だった1997年の未発表曲を提供。作詞は前田たかひろ。タイトルは『ジーザス』となった。青田はカラオケボックスでの練習や、米良美一などからボイストレーニングを受け、レコーディングに挑んだ。CDデビュー会見で『ロンハー』メンバーに初めて報告。同じ2006年4月19日に『ロンハー』で共演している熊田曜子もCDデビューすることが分かり、2人は発売一週間後の『オリコンチャート』売上記録で勝負し、負ければ故郷で前述の持ちネタ「ジーザス・クライスト（Jesus Christ）♥」を披露する事が決まる。結果は青田が12位、熊田が15位となり、熊田が自らの故郷・岐阜で披露。さらに、幕張メッセでデビュー・ライブを行うことも通達された。
振付はSAM、ETSU、CHIHARUが担当。ダンスレッスンを受け、ジュリアナ東京時代に流行した“ジュリ扇”を使ったダンスが完成した。曲の最後の決めポーズは「イナバウアー」ならぬ「イナバブル」。ライブに向けケビン山崎のジムで身体を絞り、ウエストを68cmから60cmにしてダイエットも成功。9000万円の費用を投じた幕張メッセのステージは見事成功。そこでCDジャケットが披露されたが、ディスクジャケット撮影の時間がなかったため青田の運転免許証の写真（スッピン顔）が使われた。青木さやかは同曲を高く評価した。

## 作品
C.C.ガールズなどのグループ名義分については、同項目を参照のこと。

### CD

#### シングル
- ジーザス（2006年4月19日発売）バブル青田名義
  - 作詞：前田たかひろ　作曲：小室哲哉　編曲：溝口和彦

#### アルバム
- blue's（2016年10月26日発売）TENKO名義

#### ミニアルバム
- なみだ（2002年4月21日発売）TENKO名義
- 柑橘系（2022年1月19日発売）[3][4]

#### カバーアルバム
- Noriko's selection-Innocent love-（2023年2月15日）
- Noriko's selection -Passing love-（2024年7月19日）

### 映像作品

#### イメージビデオ
- C.C.ガールズ 青田典子 Blue（1993年11月19日発売）ポニーキャニオン
- Watch　project vol.1 限界を超えたセクシー 青田典子（2001年2月1日発売）英知出版

#### DVD
- 泡踊り（2006年12月20日発売）バブル青田名義

### 電子書籍
- ビューティフルダイエット（2010年2月24日発売）

### 写真集
- 1993年9月 『C.C.ガールズ vol.1　FRENCH Fantasy』 撮影：野村誠一 講談社 ISBN 978-4063254044
- 1995年11月 『etrangre』 撮影：宮澤正明 ぶんか社 ISBN 978-4821120727
- 1998年8月 『青田典子 写真集』 撮影：渡辺達生 ワニブックス ISBN 978-4847024979
- 若杉憲司 撮影『xyz : 青田典子写真集』バウハウス、2000年4月25日。ISBN 978-4894611801。
- 2002年1月 『GLAMOROUS LOVE』 撮影：宮澤正明 フォーブリック ISBN 978-4894616707
- 2003年11月 『aime-moi』 撮影：山内順仁 ブックマン社 ISBN 978-4893085429

## 出演

### バラエティ
- クイズ日本人の質問（NHK総合）
- 名作平積み大作戦（2005年 - 2006年、NHK-BS2）
- ロンドンハーツ（テレビ朝日）
- テレビアイドル〜美女の館（1994年、日本テレビ）
- うたばん（2006年4月20日、TBS）※「バブル青田」名義
- SMAP×SMAP（2006年5月29日、関西テレビ・フジテレビ）
- 恋愛百景 第91話「セックス・アンド・ザ・シティみたいな恋がしたい」（2008年8月25日、テレビ朝日）特別出演
- ザ・トライアングル（2008年9月30日、TBS）
- わかるテレビ4時間!! （2009年2月13日、フジテレビ）
- お試しかっ!（2009年2月23日・6月1日、テレビ朝日）
- ネプリーグ （2009年6月1日、フジテレビ）
- 5時に夢中（2009年12月18日、TOKYO MX）

### テレビドラマ
- 連続テレビ小説（NHK）
  - チョッちゃん（1987年）（森田典子名義）
- 東芝インタラクティブ劇場「犯人がいっぱい!」（1996年6月16日、関西テレビ)
- ウイークエンドドラマ「KIRARA」（1996年7月 テレビ朝日） - 主演・今井キララ
- 木曜の怪談「タイムキーパーズ」（1997年1月、フジテレビ） - ゲスト主演
- 東芝日曜劇場「サラリーマン金太郎」（1999年1月、TBS）- 桜井京子
- プリズンホテル（1999年4月、テレビ朝日）- 萩原みどり
- 笑ゥせぇるすまん 第9話（1999年9月、テレビ朝日） - 聖ユキ
- ドラマ30「アゲイン〜ラヴ・ソングをもう一度〜」（1999年11月 - 2000年1月、中部日本放送） - 東条梨花
- ドラマ家族模様「晴れ着ここ一番」（2000年4月、NHK総合） - 圭子
- 東芝日曜劇場「サラリーマン金太郎2」（2000年4月 - 6月、TBS） - 桜井京子
- 月曜ドラマスペシャル「税務調査官・窓際太郎の事件簿5」（2000年7月、TBS）
- 火曜サスペンス劇場（日本テレビ）
  - 「花嫁の消えた森」（2000年8月）
  - 「だます女だまされる女」（2005年2月）
  - 「軽井沢ミステリー7」（2005年7月）
- 安楽椅子探偵の聖夜 〜消えたテディ・ベアの謎〜（2000年、朝日放送） - 田村恭子
- 宮本武蔵（2001年1月、テレビ東京） - 志乃
- 土曜ワイド劇場（テレビ朝日）
  - 「京都マル秘仕事人」（2001年6月、朝日放送）- 水木志乃
  - 「西村京太郎トラベルミステリー特急スーパー北斗1号殺人事件」（2005年4月） - 小坂井はるみ
  - 「京都南署鑑識ファイル」（2005年10月） - 二条姫香
- ハンドク!!! 第4話（2001年10月31日、TBS） - 産科医師 役
- プリティガール 第2話（2002年1月、TB）
- 八丁堀の七人 第9話（2002年2月、テレビ朝日）
- 整形美人。（2002年4月 - 6月、フジテレビ） - 夷手原葵
- 新・愛の嵐（2002年7月、東海テレビ） - 琴子
- 月曜ミステリー劇場（TBS）
  - 「西村京太郎サスペンス十津川警部シリーズ26特急あおぞら殺人事件」（2002年9月） - 森あや子・結城かおり（※二役）
  - 「人情質屋の事件台帳2」（2002年12月）
- Pな彼女 第17話-第20話（2002年11月、BS-i）
- あなたの人生お運びします 第2話（2003年4月、TBS）
- 異議あり!女弁護士大岡法江（2004年1月 - 3月、テレビ朝日） - 服部厚美
- 銭形平次 第2話（2004年4月、テレビ朝日） - お蝶
- オレンジデイズ 第7話（2004年5月、TBS）
- 水曜ミステリー9「いつか、虹の向こうへ」（2005年8月、テレビ東京）
- 夢縁坂骨董店 第8話（2005年12月、朝日放送）
- 孤独の賭け〜愛しき人よ〜（2007年4月 - 6月、TBS） - 倉沢時枝
- 地獄の沙汰もヨメ次第（2007年7月 - 9月、TBS） - 篠塚雅美
- ドリーム☆アゲイン（2007年10月 - 12月、日本テレビ） - 牛山百子
- 月曜ゴールデン「ご近所探偵・五月野さつき」（2007年11月19日、TBS） - 堂仏園子
- ドラマ30「ママの神様」（2008年5月 - 6月、中部日本放送） - 主演・中井小百合
- ツジツマ「マゼンタに気をつけろ」（2008年9月26日、テレビ朝日） - マゼンタ・クミコ
- ドラマ8「Q.E.D. 証明終了」第5回（2009年2月5日、NHK総合） - 渚幸代
- コールセンターの恋人 第8話（2009年8月28日、朝日放送・テレビ朝日） - 福本真由美
- ハンチョウ〜神南署安積班〜 第4話（2010年2月1日、TBS） - 慶子
- 松本清張ドラマスペシャル・霧の旗（2010年3月16日、日本テレビ） - 益田乃里子

### インターネット
- ラブ・コレ 東京Love Collection（2006年3月 - 5月、GyaO）
- GO!GO!GyaO（番組連動の公式ブログ）（2006年12月23日放送分、GyaOアーカイブ放送）

### CM
- カルビー「焼きとうもろこし」（1995年）
- ROUND1（2007年頃?）

### 映画
- 女囚処刑人マリア（1995年11月18日、ギャガ・コミュニケーションズ） - 主演・九条マリア
- 夏時間の大人たち HAPPY-GO-LUCKY（1997年3月15日、サッソ・フィルムズ） - 夢の女
- 修羅がゆく8 首都血戦（1998年7月29日、東映）- 佐伯律子
- DEAD OR ALIVE 2 逃亡者（2000年12月2日、大映） - チエコ
- RUSH!（2001年6月23日、シネ・アミューズ） - 仁美
- CROSS UP!（2002年、シネアミューズ）
- 熊本物語「おんな国衆一揆」（2002年） - 牧の方
- 浪商のヤマモトじゃ!（2003年）
- 新・日本の首領II（2004年3月7日、GPミュージアム） - 藤木由香
- 7月24日通りのクリスマス（2006年、東宝）
- マッハ・レーサー（2006年）
- すんドめ3（2008年） - 本人役

### Vシネマ
- 背徳の女神シリーズ POISON ポイズン（1996年） - 主演・志乃
- ときめきアフタースクール（1996年）※特別出演
- 監獄女医（1997年） - 主演・エリカ（刑務医）
- 制服少女　放課後の誘惑（1998年）※特別出演
- 平成極道伝 夜叉が裂く!（1999年）
- 裏警察 BOX[私書箱]39 シリーズ
- 実録・日本やくざ烈伝 義戦（2001年）全2作 - 森田悦子
  - 実録・日本やくざ烈伝 義戦 昇龍篇（2001年）
  - 実録・日本やくざ烈伝 義戦2 昇華篇（2001年）
- 実録・日本ヤクザ抗争史 鯨道5 侠骨 死闘編（2001年）
  - 実録・日本ヤクザ抗争史 鯨道6 侠骨 完結篇（2001年）
- あ・キレた刑事（2001年） - 本渡夏未（刑事）
- 首相官邸の女（2001年、監督・若松孝二） - 主演・新谷範子（OL）
- 昭和博徒外伝（2003年） - 主演・高島凛（お凛）
- スプラッシュ!（2004年） - 販促非売品DVDドラマ
- 難波金融伝・ミナミの帝王58 銀次郎vs夜逃げ屋（2006年） - 理佐子